# Мазал-Шквайн, Отто
Отакар Шквайн (чеш. Otakar Škvajn) (более известен как Отто Мазал-Шквайн (чеш. Otto Mazal-Škvajn)) — чехословацкий футболист и тренер. Выступал за сборную Чехословакии.

## Биография

### Клубная карьера
Футбольную карьеру начал в 1919 году в Кладно, воспитанником футбольной школы которого являлся. Затем играл в Жиденице. Отличился в памятном матче Жидениц 8 мая 1920 года против пражской Славии — 6:2, забив в нём 5 голов.
В 1921 году перешёл в пражскую Спарту. Был изгнан из команды за предоставление информации о поездке команды в Испанию редактору газеты «Prager Tagblatt» Йожефу Лауферу. Недолго играл в Брно, откуда затем опять уехал в Прагу, играть за Славию.
Во время поездки Славии в Германию в январе 1923 года, получил на вокзале в городе Карлсруэ случайную травму колена, которая закончила его игровую карьеру. После травмы пролежал несколько часов на рельсах, пока его не нашли железнодорожники. Выжил, но всю жизнь потом хромал.

### Сборная
Провёл 6 матчей в составе сборной Чехословакии. В том числе играл в первом официальном матче сборной с югославами (7:0). Играл за сборную на олимпийском турнире 1920 года, в том числе в финале с Бельгией. Сборная Чехословакии была лишена серебряных медалей, за демонстративное оставление поля на 40-й минуте, в знак протеста против назначения пенальти в её ворота. В полуфинальной игре с французами забил свои единственные три мяча за сборную (4:1).
Также был представителем от Чехословакии на турнире Военных игр 1919 года в Риме.

### Карьера тренера
После завершения игровой карьеры, тренировал ряд клубов Чехословакии и Польши. В том числе: Простеёв, Пардубице, братиславский 1. Čs. ŠK, ужгородскую Русь, львовскую Погонь, Жатец, Кладно, краковскую Вислу. Также был помощником тренера сборной Польши в течение короткого промежутка времени.
Умер в Пардубице от инсульта.